# Bagaha
Bagaha é uma cidade e um município no distrito de Pashchim Champaran, no estado indiano de Bihar.

## Geografia
Bagaha está localizada a 24° 32′ N, 85° 02′ L. Tem uma altitude média de 135 metros (442 pés).

## Demografia
Segundo o censo de 2001, Bagaha tinha uma população de 91 383 habitantes. Os indivíduos do sexo masculino constituem 53% da população e os do sexo feminino 47%. Bagaha tem uma taxa de literacia de 38%, inferior à média nacional de 59,5%; com 66% para o sexo masculino e 34% para o sexo feminino. 19% da população está abaixo dos 6 anos de idade.